# SPV E650
SPV E650 / HTC S710 – smartfon posiadający platformę Windows Mobile, na polskim rynku dostępny w sieci Orange. E650 występuje pod inna nazwą HTC S710, został wprowadzony na rynek w styczniu 2007. Telefon posiada aparat cyfrowy 2 Mpx, ma wbudowaną klawiaturę QWERTY, posiadającą wszystkie klawisze. Można wgrywać różne programy typu Tlen, Gadu-Gadu i inne.
Posiada Windows Mobile w wersji 6.0 Standard. Nazwa kodowa tego telefonu to HTC Vox.
Główne cechy:
- GPRS
- MMS
- Java
- dzwonki polifoniczne
- aparat fotograficzny
- Wi-Fi v802.11b/g
- system 850, 900, 1800, 1900
- wymiary 101,5 × 50 × 17,7 mm
- waga 120 g
- wyświetlacz 65 tys. kolorów
- bateria 1050 mAh